# Vilfredo
Vilfredo  è un nome proprio di persona italiano maschile.

## Varianti
- Maschili: Vilfrido, Guilfrido, Wilfredo, Wilfrido
- Femminili: Vilfreda, Vilfrida, Wilfrida

### Varianti in altre lingue
- Anglosassone: Wilfrið[1]
- Catalano: Guifré[1]
- Danese: Vilfred[1]
- Germanico: Willifrid[1]
- Inglese: Wilfred[1], Wilfrid[1]
  - Ipocoristici: Wil[1], Wilf[1]
  - Femminili: Wilfreda[1]

- Latino: Wilfredus
- Polacco: Wilfryd
- Spagnolo: Wilfredo[1]
- Tedesco: Wilfried[1]

## Origine e diffusione
Rappresenta la ripresa di un antico nome medioevale, Wilfridus, derivato dall'anglosassone Wilfrið (o dall'imparentato germanico Willifrid). È composto da will ("volontà", "volere"), e frið ("pace"), quindi "che desidera la pace".
La forma inglese, Wilfred, si rarificò con la conquista normanna, ma venne riportata in uso durante il XIX secolo.

## Onomastico
L'onomastico si può festeggiare il 24 aprile in memoria di san Vilfrido, vescovo di York. Si ricorda con questo nome anche il santo Wilfrido della Gherardesca, monaco longobardo, commemorato il 15 febbraio.

## Persone

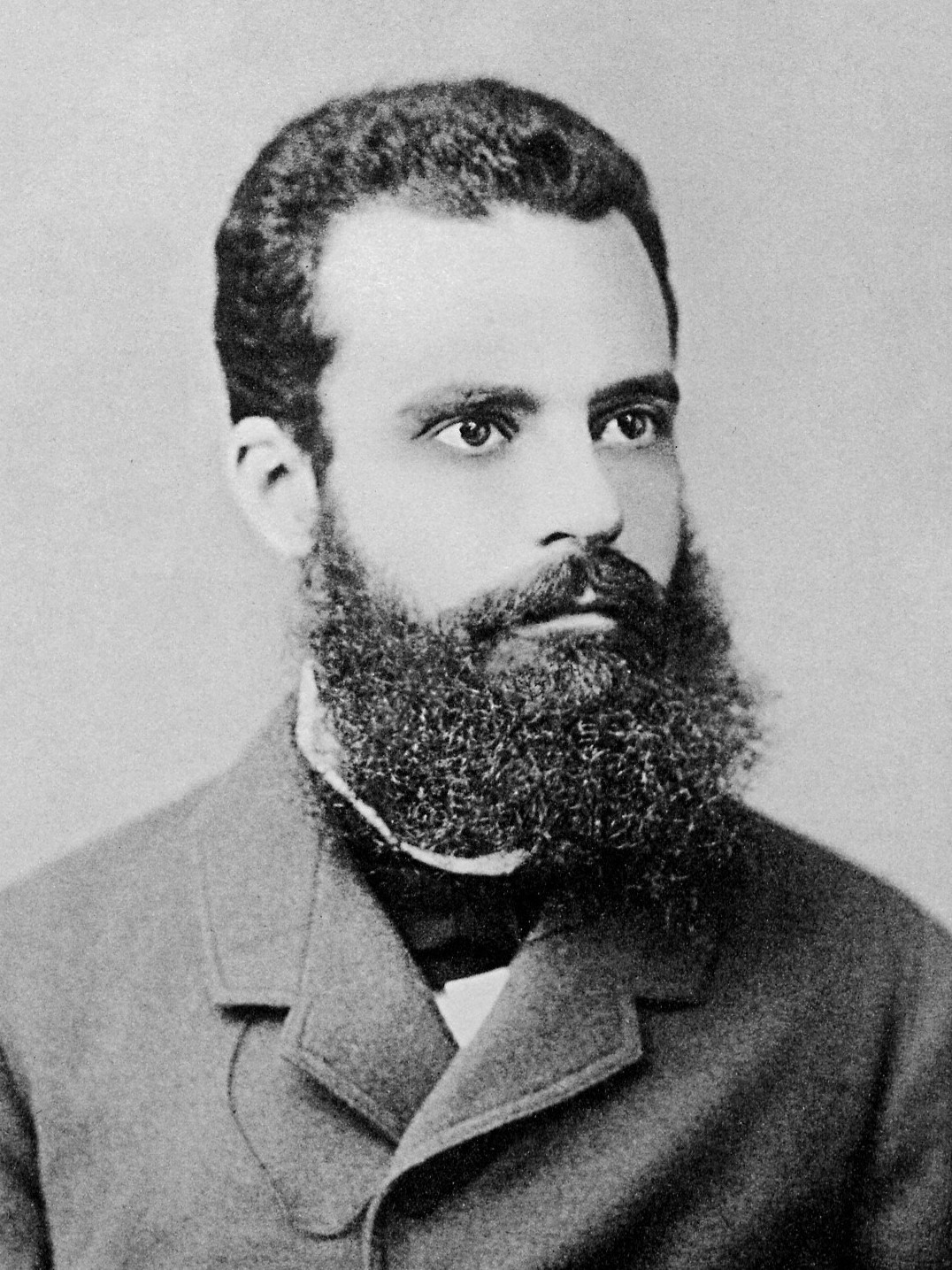
Vilfredo Pareto

- Vilfredo, Conte di Verona e Marchese del Friuli
- Vilfredo Pareto, ingegnere, economista e sociologo italiano

### Variante Wilfred

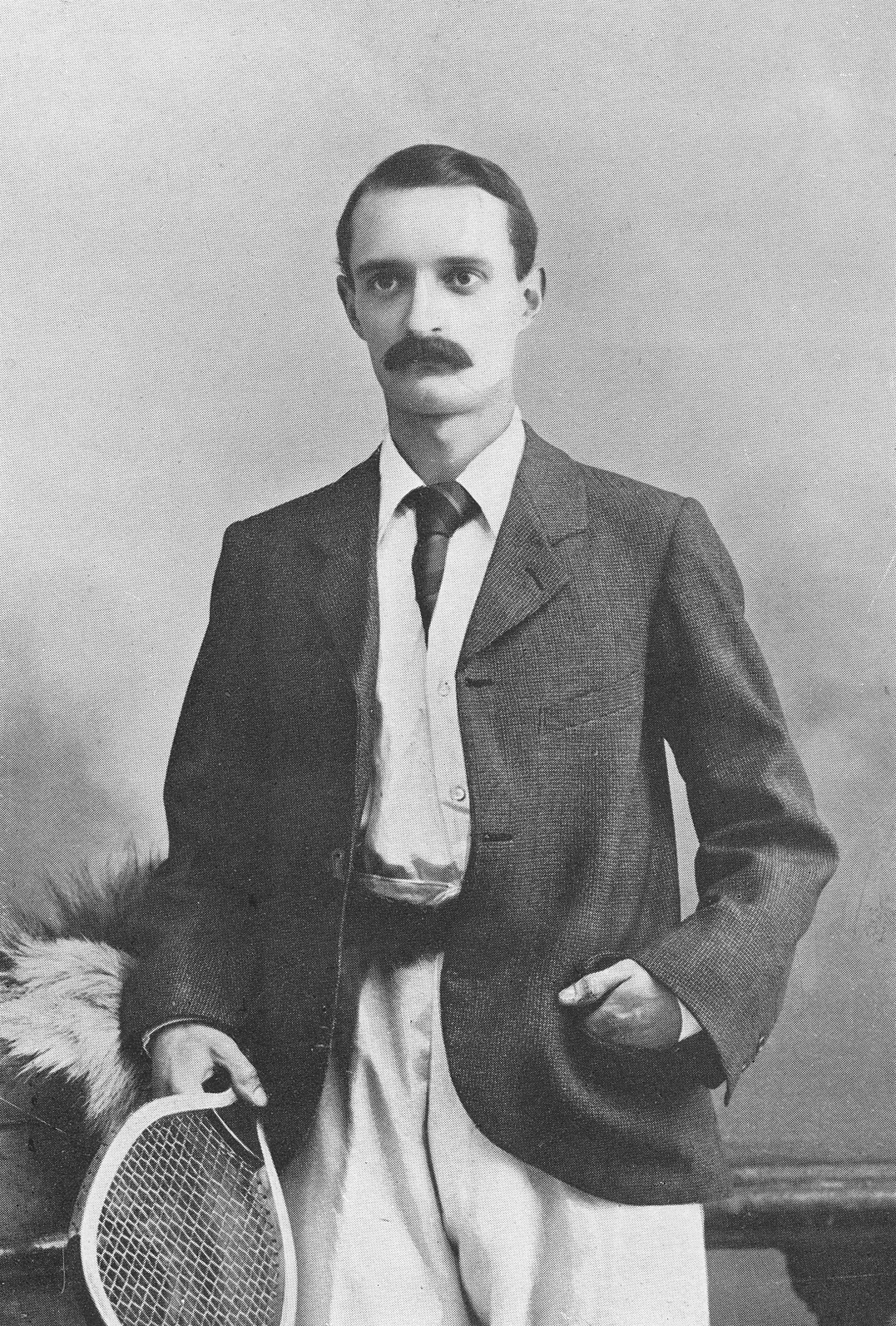
Wilfred Baddeley

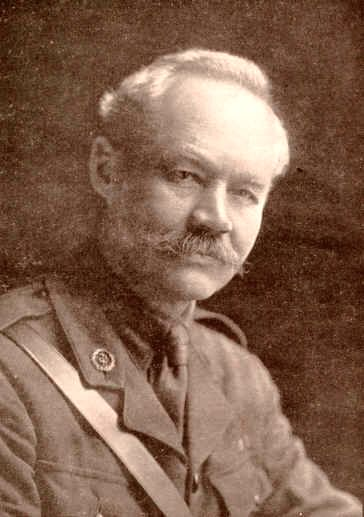
Wilfred Grenfell

- Wilfred Agbonavbare, calciatore nigeriano
- Wilfred Buckland, scenografo statunitense
- Wilfred Baddeley, tennista britannico
- Wilfred Bartrop, calciatore britannico
- Wilfred Benítez, pugile portoricano
- Wilfred Bion, psicanalista britannico
- Wilfred Bouma, calciatore olandese
- Wilfred Bungei, atleta keniota
- Wilfred Grenfell, medico e missionario britannico
- Wilfred Harris, neurologo britannico
- Wilfred Charles Heinz, giornalista e scrittore statunitense
- Wilfred Jackson, regista statunitense
- Wilfred Lucas, attore, regista e sceneggiatore canadese
- Wilfred Osuji, calciatore nigeriano
- Wilfred Hudson Osgood, naturalista e biologo statunitense
- Wilfred Owen, poeta britannico
- Wilfred Pelletier, scrittore e filosofo nativo americano
- Wilfred Patrick Thesiger, esploratore e scrittore britannico

### Variante Wilfrid

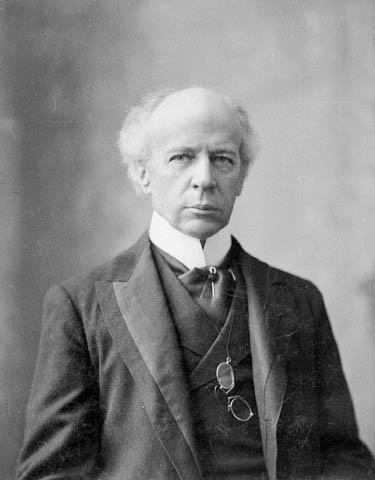
Wilfrid Laurier

- Wilfrid Dixon, statistico statunitense
- Wilfrid Hyde-White, attore britannico
- Wilfrid Johnson, giocatore di lacrosse britannico
- Wilfrid Laurier, politico canadese
- Wilfrid Le Gros Clark, chirurgo e paleontologo britannico
- Wilfrid Fox Napier, cardinale e arcivescovo cattolico sudafricano
- Wilfrid North, regista, attore e sceneggiatore britannico
- Wilfrid Pelletier, direttore d'orchestra e pianista canadese
- Wilfrid Sellars, filosofo statunitense
- Wilfrid Voynich, antiquario russo

### Variante Wilfried

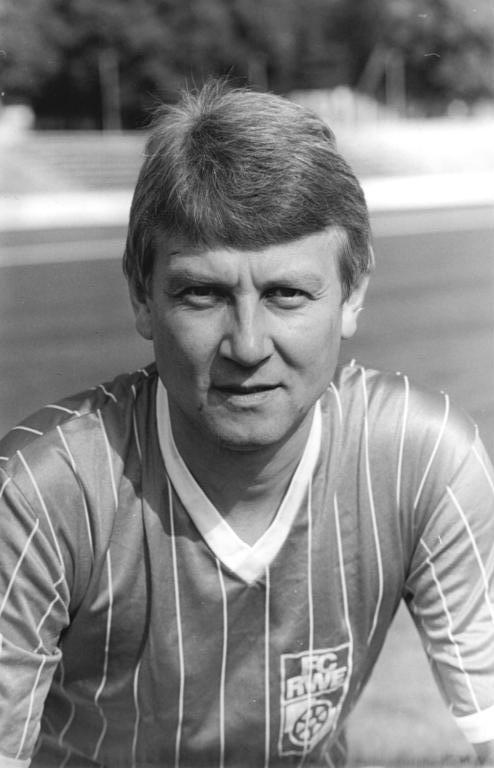
Wilfried Gröbner

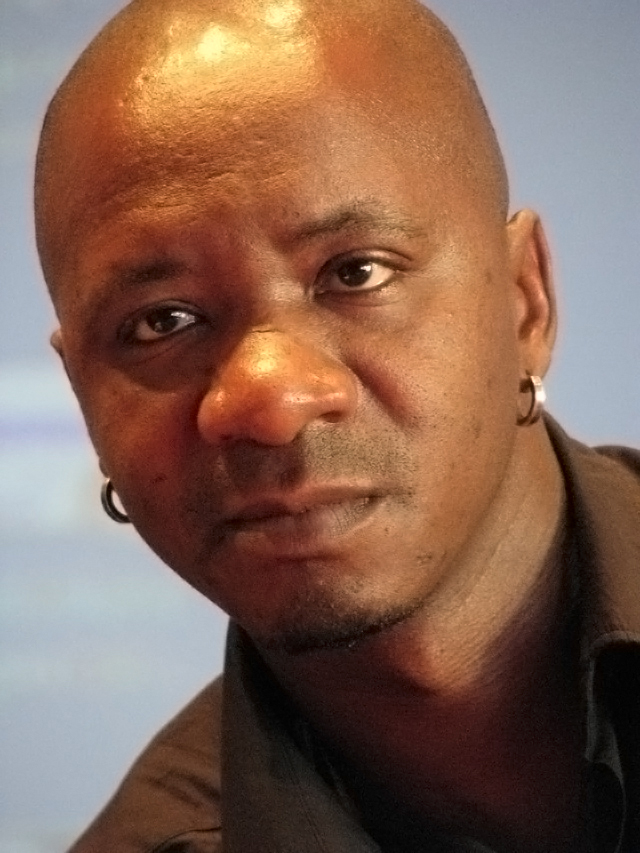
Wilfried N'Sondé

- Wilfried Benjamin Balima, calciatore burkinabè
- Wilfried Bony, calciatore ivoriano
- Wilfried Dalmat, calciatore francese
- Wilfried David, ciclista su strada belga
- Wilfried Dietrich, lottatore tedesco
- Wilfried Gröbner, calciatore e allenatore di calcio tedesco
- Wilfried Hannes, calciatore e allenatore di calcio tedesco
- Wilfried Huber, slittinista italiano
- Wilfried Klingbiel, calciatore tedesco
- Wilfried Knight, pornoattore francese
- Wilfried Louis, calciatore haitiano
- Wilfried Martens, politico belga
- Wilfried N'Sondé, scrittore e musicista francese
- Wilfried Nelissen, ciclista su strada belga
- Wilfried Niflore, calciatore francese
- Wilfried Pallhuber, allenatore di biathlon e biatleta italiano
- Wilfried Peeters, dirigente sportivo e ciclista su strada belga
- Wilfried Puis, calciatore belga
- Wilfried Reybrouck, ciclista su strada belga
- Wilfried Sanou, calciatore burkinabè
- Wilfried Van Moer, calciatore belga
- Wilfried Zaha, calciatore britannico

### Variante Wilfredo

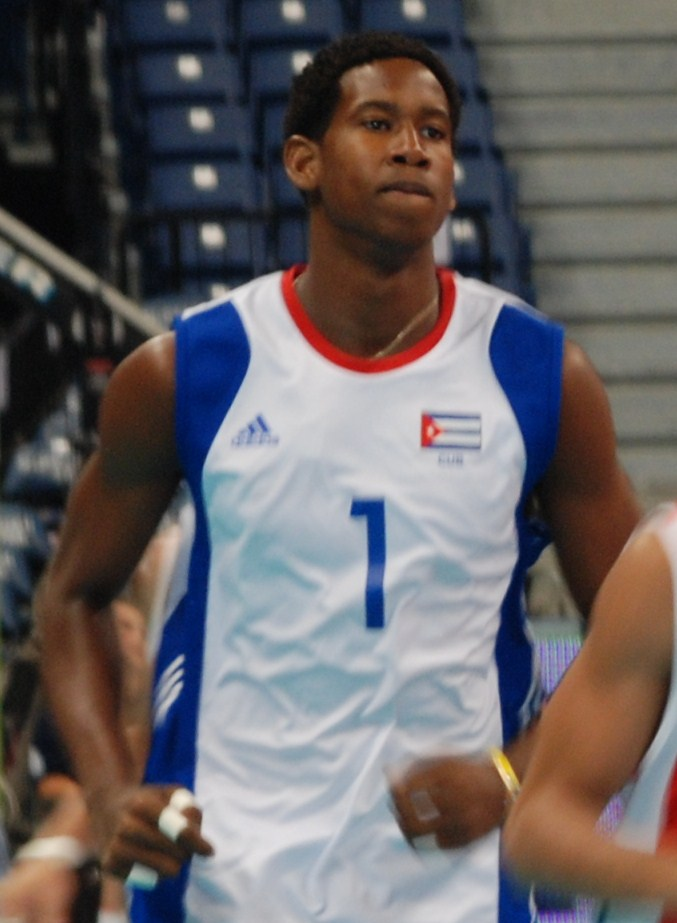
Wilfredo León

- Wilfredo Alvarado, calciatore venezuelano
- Wilfredo Caballero, calciatore argentino
- Wilfredo Caimmi, partigiano e scrittore italiano
- Wilfredo Gómez, pugile portoricano
- Wilfredo León, pallavolista cubano
- Wilfredo Loyola, schermidore cubano
- Wilfredo Moreno, calciatore venezuelano
- Wilfredo Peláez, cestista uruguaiano
- Wilfredo Ruiz, cestista uruguaiano
- Wilfredo Vázquez Jr., pugile portoricano

### Variante Wilf
- Wilf Chadwick, calciatore britannico
- Wilf Copping, calciatore britannico
- Wilf Mannion, calciatore britannico
- Wilf Paiement, hockeista su ghiaccio canadese

### Altre varianti
- Wilfrido della Gherardesca, monaco e santo longobardo
- Vilfrido di York, vescovo e santo britannico
- Wilfrido Vargas, cantante e trombettista dominicano

## Il nome nelle arti
- Wilfred di Ivanhoe è il protagonista del romanzo di Walter Scott Ivanhoe, e di tutte le opere da esso tratte.